# François Abadie
Pour les articles homonymes, voir Abadie.
François Abadie, né le 19 juin 1930 à Lourdes (Hautes-Pyrénées) et mort le 2 mars 2001 à Paris, est un homme politique français.

## Biographie
Il a une sœur, Marie-Françoise Abadie,.
François Abadie meurt le 2 mars 2001 à l'âge de 70 ans.

## Parcours politique

### Mandats nationaux
- Député radical de gauche des Hautes-Pyrénées de 1973 à 1981
- Sénateur des Hautes-Pyrénées de 1983 à 2001
- Maire de Lourdes 1971 à 1989

### Fonctions ministérielles
- Secrétaire d'État au Tourisme du 22 mai 1981 au 24 mars 1983

### Fonctions parlementaires
- Membre des affaires culturelles

### Homophobie
En juin 2000, François Abadie, alors sénateur, fait scandale en tenant des propos homophobes qui provoqueront son exclusion du PRG :

« Je ne peux pas être favorable à ceux que j’appelle les fossoyeurs de l’humanité, ceux qui n’assurent pas l’avenir : les homosexuels. C’est contraire à la normale et il y a un danger permanent, pour les garçons, de pédophilie. La normale, c’est faire des gosses. »

— (entretien avec le Nouvel Observateur, 22 juin 2000)